# Reinhoud D'Haese
Reinhoud D'Haese (Geraardsbergen, 1928 - Parijs, 1 juli 2007) was een Vlaams beeldhouwer, tekenaar en graficus, die zijn naam vanaf 1960 beperkt heeft tot zijn voornaam Reinhoud. Hij was de broer van de beeldhouwers Begga D'Haese en Roel D'Haese.

## Levensloop
Hij kreeg zijn eerste opleiding bij een Brusselse goudsmid. Van 1946 tot 1950 genoot hij zijn artistieke opleiding in de metaal- en beeldhouwkunst aan de toonaangevende École nationale supérieure des arts visuels (ENSAV), voorheen de École Nationale Supérieure d’Architecture et des Arts Decoratifs (ENSAAD - la Cambre) in de vroegere Abdij Ter Kameren aan de zuidkant van Brussel, waar hij tussen 1946 en 1947 opleiding kreeg van Oscar Jespers. Hj volgt tevens avondlessen industrieel tekenen en vanaf 1947 volgt hij ook lessen in drukwerk aan de "School voor Kunsten en Ambachten" te Brussel.
Hij werd in 1949 geïntroduceerd door Strebelle in het Marais-atelier te Brussel. In 1950 maakte hij er kennis met Pierre Alechinsky en werd door hem geïntroduceerd bij de andere Cobra-leden. Hij participeerde met hen in verschillende CoBrA-tentoonstellingen, zoals de "IIde Internationale Tentoonstelling van Experimentele Kunst (COBRA°" in het Palais de Beaux-Arts te Luik in 1951.
Hij vestigt zich eerst als smid en maakt gebruikssmeedwerk en siersmeedwerk op bestelling. In 1956 breekt hij door als artiest met een individuele tentoonstelling in de Galerie Taptoe te Brussel, waar hij de "Prix de la Critique" krijgt.
Hij kreeg de Prijs van de "Jonge Belgische Beeldhouwkunst" in 1957. Pas in 1958, toen de CoBrA al geruime tijd uit elkaar was gevallen, vond hij zijn eigen artistieke richting. Hij werkte in de periode 1958-1959 samen met Pierre Alechinsky in zijn zomerwerkplaats in Sauvagemont (Waals Brabant) en werkte samen met hem aan verschillende tentoonstellingen. In deze periode leerde hij ook de Deen Børge Birch kennen. Deze is de houder van de belangrijke Galerie Birch in Kopenhagen.
In 1959 kreeg hij een studiebeurs van de Belgische Staat en ging van dan af in de omgeving van Parijs werken en later in enkele andere plaatsen in Frankrijk, zoals Saint-Rémy-de-Provence. In 1960 werkte hij samen met zijn vriend Pierre Alechinsky in La Bosse (Oise). Aangemoedigd door hem begint hij in 1962 te tekenen en geeft reeds in hetzelfde jaar een eigen tentoonstelling in de Lefebre Gallery in New York, waarbij de inleidende tekst geschreven werd door een ander CoBrA-lid Christian Dotremont.
Oorspronkelijk begon hij met het koperlassen van tot monsters vergrote insecten (zoals "Mante religieuse", 1956) en kregen zijn creaties plantaardige en menselijke allures, vanaf 1960, om uit te monden in vaak groteske hybridische wezens (zoals "Grégoire", 1960), waarbij hij zich onderdompelt in de originaliteit van het fantastische realisme. Hierbij gebruikte hij in hoofdzaak geel en rood koper, lood en peauter (koper + tin), omdat hij met deze materialen gemakkelijker kon vorm geven aan zijn fantasierijke creaties.
Bij een bezoek aan Kopenhagen, maakte Reinhoud enkele kleine sculpturen gekneed in brood voor Børge Birch. Deze was hierdoor gefascineerd en stelde voor deze sculptuurtjes te bedekken met zilver of koper in een elektrolysebad. Deze sprookjesachtige figuurtjes werden een groot succes voor Reinhoud en dit was het begin van een hele reeks hiervan. Deze metamorfe figuren gelijken soms op een insect, dan weer op een vogel en voeren groepsgewijs menselijke activiteiten uit. Reinhoud stelde meerdere malen tentoon in de Galerie Birch (1961, 1965, 1969, 1973, 1977, 1985 en 1986).
Hij experimenteert verder in 1962 aan zijn stijl met metalen voorwerpen gemaakt met verfrommelde metallische bladen, zoals "Le Bibendum". In 1963 produceert hij zijn eerste werken in nieuw zilver. In het jaar daarop reist naar het "Instituto Torcuato di Tella" in Buenos Aires, Argentinië. Hij huwt met de fotografe Suzy Embo in 1964 en vestigt zich in Parijs. In het jaar daarop experimenteert hij met grote personages in krantenpapier en kippengaas. Hij creëert in 1968 een aantal sculpturen zonder hoofd, die hij toepasselijk "Migraines" noemt. In 1969 maakt hij een aantal houten sculpturen.
Hij hertrouwt in 1970 met Nicole Rémon.
Hij verbleef ook een korte tijd (1974-1975) in de Verenigde Staten, eerst als gastprofessor aan het Minneapolis College of Art and Design. In deze periode werkt hij vooral in koper en messing. Daarna reist doorheen de Colorado woestijn, de Nevada woestijn en ten slotte in Mexico.
Bij zijn terugkeer verblijft hij beurtelings in Parijs en La Bosse in de periode 1976-1978. Hij trekt elke zomer naar de Provence. Vanaf 1980 gaat hij regelmatig naar Normandië en begint hij keien te gebruiken in zijn werken. In 1982 ontwikkelt hij een gravureprocedé met resten van zijn sculpturen en vlakken metaalbladen.
Hij maakt in 1983 een bas-reliëf "Stop the Run" voor het metrostation Ossegem in Brussel. In 1987 werkt hij in Morville (Normandië). In 1992 legt hij zich weer toe op het tekenen.

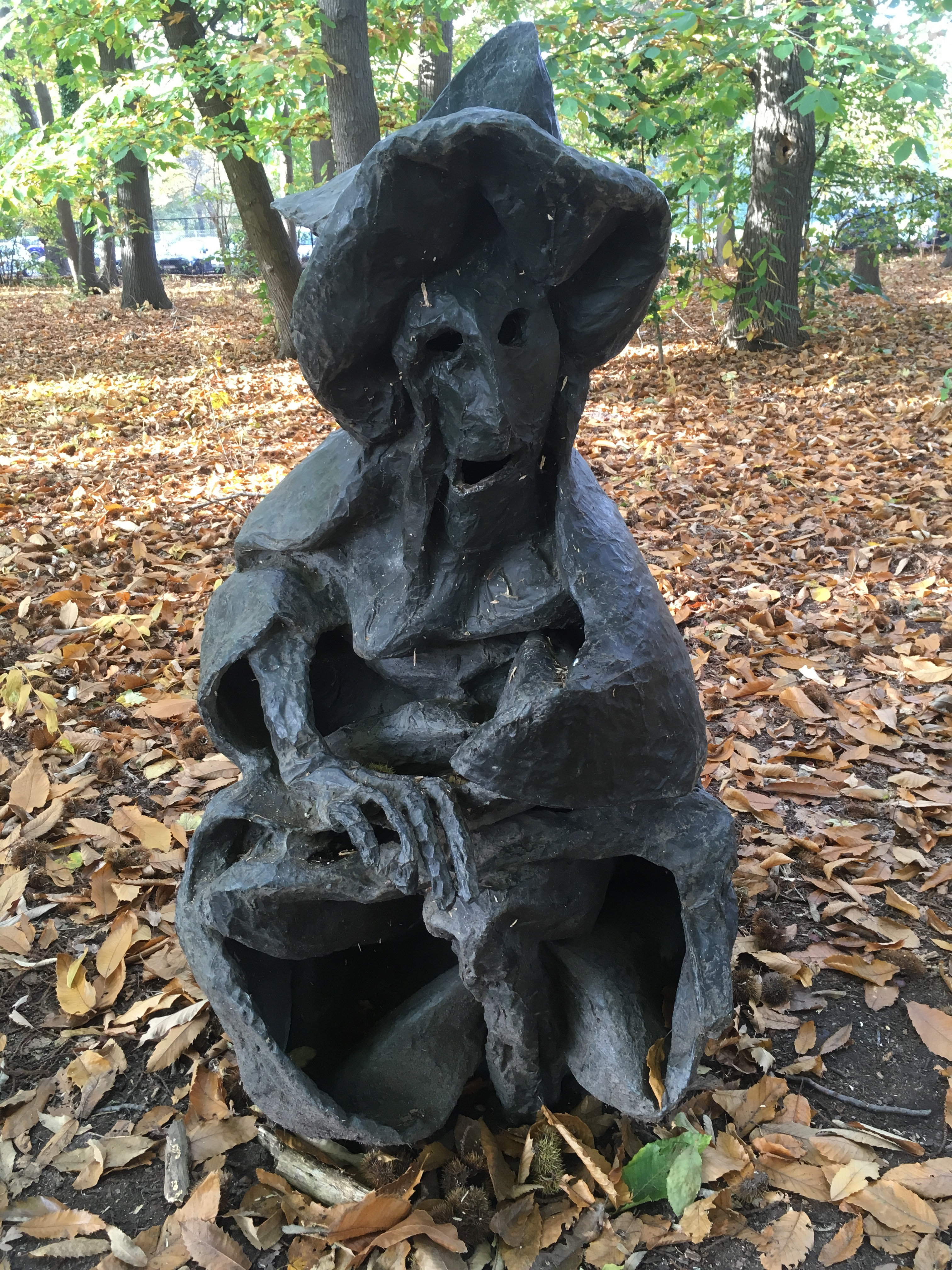
Publieke sculptuur van Reinhoud D'Haese in Antwerpen, 1965

Reinhoud D'Haese overleed op 1 juli 2007 op 79-jarige leeftijd aan een hersentrombose.

## Prijzen
- 1957 : Prijs van de "Jonge Belgische Beeldhouwkunst"
- 1969 : Prijs "Eugène-Baie", België
- 1985 : Belgische Staatsprijs voor Plastische Kunsten

## Boeken, geïllustreerd door Reinhoud
- 1982 : Balthazar A., "Les Images virtuelles"; uitg. La Pierre d'Alun
- 1985 : Jarry A., "Les Cinq Sens"; uitg. Fata Morgana (ingeleid door André Balthazar)
- 1986 Crommelynck F., "L'Ouragan"; uitg. Fata Morgana
- 1986 : Crommelynck F., "mémoires d'enfance"; uitg. Fata Morgana
- 1988 : Fabre J-H, "L'harnas"; uitg. Fata Morgana

## Tentoonstellingen
- Luik, Palais des Beaux-Arts (1951)
- Brussel, Galerie Taptoe (1956)
- Amsterdam, Stedelijk museum (1961) (samen met P. Alechinsky)
- Rotterdam, Rotterdamse Kunstkring (1961) (samen met P. Alechinsky)
- Kopenhagen, Galerie Børge Birch (1961)
- Parijs , Galerie de France (1962) (samen met Alechinsky en Walasse Ting)
- Biënnale van São Paulo (1963) (samen met Alechinsky)
- Parijs, Galerie l'Oeil (1965) (Tweede internationale tentoonstelling van het surrealisme "l"'Ecart Absolu")
- New York, Lefebre Gallery (1965)
- Parijs, Grand Palais (1972), groepstentoonstelling "Douze Ans d'Art contemporain 1960-1972
- Brussel, Koninklijke Musea voor Schone Kunsten van België, Museum voor Moderne Kunst (1973)(eerste grote retrospectieve)
- Randers, Denemarken : Kunstmuseum (1973)
- Neufchâtel, Zwitserland : Stichting Le grand-Cachot-de-Ven (1973)
- Parijs, Muséum national d'histoire naturelle" met "L'animal de Lascaux à Picasso)(1976)
- Antwerpen, Galerie Lens Fine Art (1977)
- Neufchâtel, Zwitserland : Musée d'Art et d'Histoire (retrospectieve) (1978)
- Parijs, Musée d'Art Moderne (1983) ("Cobra 1948-51")
- Namen, Maison de la Culture de Namur
- Gent, Veilingen Van Langenhove
- Knokke, Guy Pieters Gallery
- Sint-Martens-Latem, De Latemse Galerij
- Mechelen, Cultureel Centrum Antoon Spinoy
- Torhout, Diocesaan centrum Virgo Fidelus (Groenhove)
- L’Isle sur la Sorgue, Centre Xavier Battini
- Antwerpen, ‘t Elzenveld
- Antwerpen, Koninklijk Museum voor Schone Kunsten
- Amsterdam, RAI
- Art Cologne
- Oostende, Provinciaal Museum voor Moderne Kunst ((1 juli-11 september 1989 en 7 juli - 14 oktober 1991)
- Amsterdam, Vlaams Cultureel Centrum de Brakke Grond
- Brussel, Miroir d’encre
- Knokke, Cultureel Centrum Scharpoord
- Gent, Centrum voor Kunst & Cultuur Sint-Pietersabdij
- Antwerpen - Internationaal Cultureel Centrum
- Antwerpen, Openluchtmuseum voor beeldhouwkunst Middelheim
- Zwevegem, Gemeentelijk Park
- Knokke, New Gallery Selection
- Hornu, Le Grand Hornu
- Brussel - Université Libre de Bruxelles
- Brugge, Stadshallen
- Gent, Zuidpark
- Contemporary Belgian art
- Museum voor Schone Kunsten (okt-nov 2010)